# Robert Côté
Robert Côté (né en 1936 à Montréal) est un policier canadien connu en raison du rôle qu'il a joué dans la lutte au terrorisme du Front de Libération du Québec durant les années 1960.

## Biographie
Robert Côté est né à la Pointe à Montréal, dans le quartier Pointe St-Charles auquel il s'est toujours identifié. Dès l'âge de 16 ans, il s'enrôle dans le Royal 22e Régiment, avec lequel il a servi pendant six ans dans diverses régions du Canada, en qualité de parachutiste, de même qu'en Europe et dans l'Arctique. 
À sa libération de l'armée, il devient policier au Service de police de la ville de Montréal (SPVM), en 1959, et avec l'avènement du terrorisme québécois, en 1963, il est choisi pour faire partie de la nouvelle escouade chargée de la manipulation des explosifs et des bombes à Montréal, dont il sera le commandant, de 1966 à 1977 . 
Durant ces années, des interventions parfois dramatiques dans le domaine des bombes artisanales lui ont valu les plus hauts honneurs : il a reçu entre autres, le rang d'Officier de l'Ordre du Canada et la Médaille de bravoure de la Ville de Montréal. 
Avec la venue des Jeux olympiques à Montréal, en 1976, il a été chargé de former puis de diriger le Groupe d'intervention Alpha, créé pour contrer toute activité terroriste durant les Jeux.
Après avoir gravi divers échelons au sein du Service de police de la Ville de Montréal, il a été promu inspecteur en 1980 et chargé d'implanter le numéro d'urgence 9-1-1 de la Communauté urbaine de Montréal, qui fut mis en service le dimanche 1er décembre 1985.  
Robert Côté a pris sa retraite du SPVM en 1990, avec le grade d'inspecteur-chef et en 1994, il s'est joint à l'équipe du maire Pierre Bourque, devenant conseiller municipal  de Rosemont , membre de la Commission de la sécurité publique et premier médiateur de la Ville de Montréal, durant son mandat de quatre ans. En 1998, il était aussi maire suppléant de Montréal.
En octobre 2003, il a publié un livre intitulé Ma guerre contre le FLQ  qui lui a valu le prix Percy-W.-Foy 2004 de la Société historique de Montréal.
Robert Côté est membre du conseil d'administration et le Conseiller du Musée de la Police de Montréal .